# Davide Bergamini
Davide Bergamini (Bondeno, 7 febbraio 1973) è un politico italiano, deputato nella XIX legislatura.

## Biografia
Diplomato da ragioniere programmatore, è imprenditore nel settore della consulenza nel noleggio delle autovetture dopo aver lavorato come responsabile commerciale di aziende.

## Attività politica
La sua prima esperienza politica è la candidatura alle elezioni provinciali di Ferrara del 2009 nelle liste del Movimento per le Autonomie nei collegi di Vigarano Mainarda e Bondeno II a sostegno del candidato leghista Davide Verri, ottenendo rispettivamente 26 e 32 preferenze e non risultando eletto.
Aderisce poi alla Lega Nord, candidandosi nel 2016 a sindaco di Vigarano Mainarda per la coalizione di centrodestra, ottenendo il 32,15% ma non risultando eletto, superato da Barbara Paron (37,85%), diventa comunque consigliere comunale e capogruppo di minoranza. Cinque anni dopo riesce invece a diventare primo cittadino del Comune ferrarese con il 41,58% dei voti.
Alle elezioni politiche del 2022 è candidato da capolista della Lega per Salvini Premier nel collegio plurinominale Emilia Romagna - 03, risultando eletto.